# Melampus
Melampus (Μελάμπους) – w mitologii greckiej wieszczek. Syn Amytaona i Idomeny, mąż jednej z Projtyd, przodek rodu wieszczków.

## Rodowód
Melampus był wnukiem Kreteusa i Tyro, synem Amytaona i Idomeny. Jego brat nosił imię Bias.
Rodowód Melampusa wedle Grimala.
|          |          |          |          |          |          |          |          |        |        |           |           |           |           |           |           | Prometeusz |         |      |      |         |         |         |         |         |         |        |        |         |         |         |         |          |          |          |          |          |          |
|          |          |          |          |          |          |          |          |        |        |           |           |           |           |           |           |            |         |      |      |         |         |         |         |         |         |        |        |         |         |         |         |          |          |          |          |          |          |
|          |          |          |          |          |          |          |          |        |        |           |           |           |           |           |           | Hellen     |         |      |      |         |         |         |         |         |         |        |        |         |         |         |         |          |          |          |          |          |          |
|          |          |          |          |          |          |          |          |        |        |           |           |           |           |           |           |            |         |      |      |         |         |         |         |         |         |        |        |         |         |         |         |          |          |          |          |          |          |
|          |          |          |          |          |          |          |          |        |        |           |           |           |           |           |           | Eol        |         |      |      |         |         |         |         |         |         |        |        |         |         |         |         |          |          |          |          |          |          |
|          |          |          |          |          |          |          |          |        |        |           |           |           |           |           |           |            |         |      |      |         |         |         |         |         |         |        |        |         |         |         |         |          |          |          |          |          |          |
|          |          |          |          |          |          |          |          |        |        |           |           |           |           |           |           |            |         |      |      |         |         |         |         |         |         |        |        |         |         |         |         |          |          |          |          |          |          |
|          |          | Alkidike | Alkidike | Alkidike | Alkidike | Alkidike | Alkidike |        |        | Salmoneus | Salmoneus | Salmoneus | Salmoneus | Salmoneus | Salmoneus |            |         |      |      |         |         |         |         |         |         |        |        |         |         |         |         |          |          |          |          |          |          |
|          |          | Alkidike | Alkidike | Alkidike | Alkidike | Alkidike | Alkidike |        |        | Salmoneus | Salmoneus | Salmoneus | Salmoneus | Salmoneus | Salmoneus |            |         |      |      |         |         |         |         |         |         |        |        |         |         |         |         |          |          |          |          |          |          |
|          |          |          |          |          |          |          |          |        |        |           |           |           |           |           |           |            |         |      |      |         |         |         |         |         |         |        |        |         |         |         |         |          |          |          |          |          |          |
| Posejdon | Posejdon | Posejdon | Posejdon | Posejdon | Posejdon |          |          | Tyro   | Tyro   | Tyro      | Tyro      | Tyro      | Tyro      |           |           |            |         |      |      |         |         |         |         |         |         |        |        | Kreteus | Kreteus | Kreteus | Kreteus | Kreteus  | Kreteus  |          |          |          |          |
| Posejdon | Posejdon | Posejdon | Posejdon | Posejdon | Posejdon |          |          | Tyro   | Tyro   | Tyro      | Tyro      | Tyro      | Tyro      |           |           |            |         |      |      |         |         |         |         |         |         |        |        | Kreteus | Kreteus | Kreteus | Kreteus | Kreteus  | Kreteus  |          |          |          |          |
|          |          |          |          |          |          |          |          |        |        |           |           |           |           |           |           |            |         |      |      |         |         |         |         |         |         |        |        |         |         |         |         |          |          |          |          |          |          |
|          |          |          |          | Neleus   | Neleus   | Neleus   | Neleus   | Neleus | Neleus |           |           | Chloris   | Chloris   | Chloris   | Chloris   | Chloris    | Chloris |      |      | Amytaon | Amytaon | Amytaon | Amytaon | Amytaon | Amytaon |        |        |         |         |         |         | Idomede  | Idomede  | Idomede  | Idomede  | Idomede  | Idomede  |
|          |          |          |          | Neleus   | Neleus   | Neleus   | Neleus   | Neleus | Neleus |           |           | Chloris   | Chloris   | Chloris   | Chloris   | Chloris    | Chloris |      |      | Amytaon | Amytaon | Amytaon | Amytaon | Amytaon | Amytaon |        |        |         |         |         |         | Idomede  | Idomede  | Idomede  | Idomede  | Idomede  | Idomede  |
|          |          |          |          |          |          |          |          |        |        |           |           |           |           |           |           |            |         |      |      |         |         |         |         |         |         |        |        |         |         |         |         |          |          |          |          |          |          |
|          |          |          |          |          |          |          |          |        |        |           |           |           |           |           |           |            |         |      |      |         |         |         |         |         |         |        |        |         |         |         |         |          |          |          |          |          |          |
|          |          |          |          |          |          |          |          | Pero   | Pero   | Pero      | Pero      | Pero      | Pero      |           |           | Bias       | Bias    | Bias | Bias | Bias    | Bias    |         |         | Ajolia  | Ajolia  | Ajolia | Ajolia | Ajolia  | Ajolia  |         |         | Melampus | Melampus | Melampus | Melampus | Melampus | Melampus |
|          |          |          |          |          |          |          |          | Pero   | Pero   | Pero      | Pero      | Pero      | Pero      |           |           | Bias       | Bias    | Bias | Bias | Bias    | Bias    |         |         | Ajolia  | Ajolia  | Ajolia | Ajolia | Ajolia  | Ajolia  |         |         | Melampus | Melampus | Melampus | Melampus | Melampus | Melampus |

## Etymologia
Po porodzie matka ułożyła swego syna w cieniu, jednak jego nogi wystawały na słońce. W efekcie dziecku nadano imię Czarnonogi, czyli Melampus.

## Węże w dzieciństwie
Pewnego dnia jeszcze w dzieciństwie Melampus znalazł martwego węża płci żeńskiej. Wedle jednej z wersji mitu chłopiec przebywał wtedy w gościnie Polyfatesa. Składano właśnie ofiarę i podczas tego rytuału ludzie króla uśmiercili samicę węża. Monarcha polecił Melampusowi zakopać zwłoki. Chłopak pochował je, a właściwie spalił zwłoki na stosie. Nadto zajął się potomstwem zmarłego zwierzęcia. Kiedy już dorosły, dzieci zmarłego węża odwdzięczyły się dobrodziejowi ich rodzica za pogrzeb i za to, że je wychował. Kiedy Melampus położył się do snu, węże polizały swymi językami uszy śpiącego, oczyszczając je. Zbudziwszy się, Melampus zorientował się, że jest teraz w stanie zrozumieć mowę ptaków, owadów i zwierząt lądowych. Stał się dzięki temu wróżbitą, ale również uzdrawiającym chorych lekarzem-kapłanem, znającym się na ziołach i magii.

## Neleus i Fylakos
Wraz z bratem Biasem Melampus opuścił ojczystą Tesalię, odwiedzając krewnego Neleusa w Messenii. Spotkali tam córkę Neleusa zwaną Pero. Bias zakochał się w niej.
Melampus wykorzystał swój dar nie dla własnego dobra, ale dla swego zakochanego brata Biasa. By posiąść dziewczynę, musiał Bias ukraść stado Fylakosa czy też jego syna Ifiklosa. Takiego to prezentu ślubnego zażyczył sobie Neleus, jako że jego urodziwa córka miała wielu zalotników. Stado to pasło się w Tesalii, w Fylake. Nie było to zadanie łatwe, gdyż trzody strzegł dziki pies, który nigdy nie spał. Żadnemu człowiekowi ani też innemu zwierzęciu nie udawało się doń zbliżyć. Bias nie potrafił samodzielnie wypełnić próby postawionej przed nim przez Neleusa. Poprosił o pomoc brata. Melampus zgodził się, pomimo że znał skutki. Jako wieszczek przepowiedział, że zostanie schwytany i na rok uwięziony. Pomimo tego Melampus udał się po stado. Kiedy próbował je skraść, schwytano go na gorącym uczynku, w efekcie czego wpadł w niewolę u Fylakosa, na której przebywał przez rok. Więziony w celi czy też w szałasie dalej korzystał z wężowego daru. Usłyszał po roku, jak dwa czerwie rozmawiają ze sobą na temat spróchniałych belek budujących jego celę. Czerwie drążyły belkę dachową, zastanawiając się, jak długo jeszcze ona wytrzyma. Jeden z nich uznał, że drewno jest słabe i że niedługo belka pęknie. Tak więc czerwie przewidywały zawalenie się jej. Więzień zgłosił niebezpieczeństwo pilnującym go strażnikom, którzy zgodzili się umieścić go w innym więzieniu. Po przeniesieniu stara cela Melampusa zawaliła się.
O czynie Melampusa dowiedział się sam Fylakos, który postanowił skorzystać z daru swego więźnia. Fylakos miał bowiem syna cierpiącego z powodu impotencji, imieniem Ifiklos. Melampus rozpoczął pracę od ofiary, na którą przeznaczył dwa byki. Odarł je ze skóry i pozostawił, by pożarły je ptaki. Sam pozostawał w pobliżu. Pojawiły się dwa sępy, które pożywiły się mięsem byka. Podczas posiłku rozmawiały ze sobą na temat Ifiklosa. Opowiadały, jak to w przeszłości Fylakos kastrował barany, a następnie pozostawił nóż unurzany w ich krwi w zasięgu syna. Ifiklos wziął go, a następnie ukrył w świętym dębie. Rosnące drzewo obrosło nóż, tak że po latach nie było go już w ogóle widać. Ptaki zwróciły też uwagę, że nóż ten mógłby posłużyć do uleczenia Ifiklosa. Mianowicie należało wydobyć nóż z dębu, oczyścić go z pokrywającej go rdzy, którą należało zebrać i sporządzić z niej napój. Podany Ifiklosowi, napój ten miał mieć moc wyleczenia go z niepłodności w ciągu dziesięciu dni. Melampus zrozumiał słowa sępów. Odnalazł nóż obrośnięty świętym dębem, wydobył go, wykorzystał rdzę do sporządzenia magicznego napoju, który podał Ifiklosowi. Wyleczył go, a Ifiklos spłodził syna imieniem Podarkes. Jako że Melampusowi udało się uzdrowić syna Fylakosa, ten odwdzięczył się, podarowując byłemu więźniowi pożądane stado. Melampus popędził stado do Messenii i oddał je bratu,  umożliwiając w ten sposób Biasowi ożenek z Pero. Istnieje wszak odrębna wersja mitu, wedle której to nie Bias, ale Melampus był zakochany w Pero.

## Szaleństwo Projtyd
Na tym nie kończyły się cudowne czyny Melampusa. Wezwał go na ratunek Projtos, władca Argos. Melampus miał uzdrowić córki Projtosa, Projtydy, o imionach Ifianassa, Ifinoe i Lysippe. Dziewczęta te pozwoliły sobie porównać swe piękno do Hery, a nawet wywodzić swą wyższość w tym względzie. Inna wersja mówi, że chlubiły się raczej bogactwem ich ojca, przewyższającym zasoby świątyni Hery. Wedle jeszcze innej dokonały kradzieży majątku świątynnego, przywłaszczając sobie świątynne skarby i szaty. W efekcie zniewagi bogini zesłała na nich przekonanie, jakoby były krowami. Przemierzały wobec tego pola, rycząc. Inna wersja mitu podaje, że ukarał je tak Dionizos, którego nie chciały czcić. Można się tu dopatrzyć podobieństwa tych ryczących po polach kobiet do czczących Dionizosa bachantek. Melampus, w którym mity widzą tego, który zaprowadził kult Dionizosa, uzdrowił je, w efekcie czego otrzymał od Projtosa, władcy Tirynsu, część jego państwa. Wedle jednej z wersji chodziło o połowę królestwa. Wedle innej wieszczek zażądał aż dwóch trzecich, na co początkowo władca nie chciał się zgodzić. Jedna z wersji mitu podaje, że początkowo Projtos obiecał uzdrowicielowi jedną trzecią królestwa, czego mu potem odmówił, co zaowocowało nasileniem choroby Projtyd. W efekcie niesłowny władca musiał ponownie zwrócić się do Melampusa o pomoc. Wieszczek zażądał kolejnej jednej trzeciej królestwa Projtosa, tym razem dla swego brata Biasa. Projtos przystał na stawiane mu warunki. Melampus wziął się do pracy. Królewny biegały w szale po całym Peloponezie i Argolidzie, rycząc jako krowy. Wieszczek wziął do pomocy tańczących, syczących i krzyczących młodzieńców, wybranych uprzednio z młodzieży argiwskiej. Wspólnie przygnali Projtydy z gór do Sikionu. Wieszczek odprawił następnie magiczny rytuał uzdrowienia. Nawrzucał ziół do źródła, z którego wodę wypiły królewny. Dzięki temu dziewczęta odzyskały zdrowie psychiczne, jednakże najstarsza z panien, imieniem Ifinoe, umarła z wysiłku, jaki wykonała, biegając z rykiem po kraju. Władca wyraził zgodę na obiecane ziemie, a ponadto ofiarował Melampusowi i jego bratu za żony swe córki Ifianassę i Lysippe. Królestwo podzielone zostało na 3 części. Istnieje wszak inna wersja mitu, poświadczona w pismach Pauzaniasza i Diodora, wedle której podział ten nastąpił nie za władania Projtosa, ale jego wnuka, syna Megapentesowego, Anaksagorasa. Wtedy to pojawił się u argiwskich kobiet obłęd, z którego wyleczył je Melampus. Ożenił się wówczas z córką Megapentesa Ifianejrą. Tak czy inaczej wieszczek otrzymał jedną trzecią królestwa, tyleż samo brat jego Bias, trzecia część została w rękach rodu Projtosa. Podział ten miał potem wpływ na wojny z udziałem Teb. Królestwo pozostało podzielone aż do połączenia go ponownie przez Kylarabesa, gdy potomek Melampusa poszedł po wojnie trojańskiej na wygnanie.

## Potomkowie
Melampus miał kilku synów i córki imionami Manto i Pronoe. Wśród synów wymienia się Mantiosa, ojca Klejtosa i przodka Korianosa i wieszczka Polyejdosa, który z kolei spłodził występującego w Odysei wieszczka Polyklymenosa, oraz Antifatesa, kolejny syn Melampusa nosił imię Abas, a był to ojciec Lizymachy. Poprzez nią lub Ojklesa, towarzysza Heraklesa. z rodu Melampusa wywodził się Amfiaraos, który odziedziczył po swym pradziadku dar jasnowidzenia. Potomkiem Melampusa był i woźnica Baton. Inny wnuk Melampusa, Klejtos, został przez zakochaną w nim Eos zaliczony w poczet nieśmiertelnych.
Od Melampusa pochodzić mieli starożytni wieszczkowie.
Potomkowie Melampusa wedle Grimala.
| Melampus  | Melampus  | Melampus  | Melampus  | Melampus  | Melampus  |  |  |              |              |              |              |              |              |  |  | Ifianejra / Ifianassa | Ifianejra / Ifianassa | Ifianejra / Ifianassa | Ifianejra / Ifianassa | Ifianejra / Ifianassa | Ifianejra / Ifianassa |  |  |       |       |       |       |       |       |      |      |          |          |          |          |          |          |  |  |           |           |           |           |           |           |  |  |
| Melampus  | Melampus  | Melampus  | Melampus  | Melampus  | Melampus  |  |  |              |              |              |              |              |              |  |  | Ifianejra / Ifianassa | Ifianejra / Ifianassa | Ifianejra / Ifianassa | Ifianejra / Ifianassa | Ifianejra / Ifianassa | Ifianejra / Ifianassa |  |  |       |       |       |       |       |       |      |      |          |          |          |          |          |          |  |  |           |           |           |           |           |           |  |  |
|           |           |           |           |           |           |  |  |              |              |              |              |              |              |  |  |                       |                       |                       |                       |                       |                       |  |  |       |       |       |       |       |       |      |      |          |          |          |          |          |          |  |  |           |           |           |           |           |           |  |  |
|           |           |           |           |           |           |  |  |              |              |              |              |              |              |  |  |                       |                       |                       |                       |                       |                       |  |  |       |       |       |       |       |       |      |      |          |          |          |          |          |          |  |  |           |           |           |           |           |           |  |  |
| Mantios   | Mantios   | Mantios   | Mantios   | Mantios   | Mantios   |  |  | Antifates    | Antifates    | Antifates    | Antifates    | Antifates    | Antifates    |  |  | Zeuksippe             | Zeuksippe             | Zeuksippe             | Zeuksippe             | Zeuksippe             | Zeuksippe             |  |  |       |       |       |       |       |       | Abas | Abas | Abas     | Abas     | Abas     | Abas     |          |          |  |  |           |           |           |           |           |           |  |  |
| Mantios   | Mantios   | Mantios   | Mantios   | Mantios   | Mantios   |  |  | Antifates    | Antifates    | Antifates    | Antifates    | Antifates    | Antifates    |  |  | Zeuksippe             | Zeuksippe             | Zeuksippe             | Zeuksippe             | Zeuksippe             | Zeuksippe             |  |  |       |       |       |       |       |       | Abas | Abas | Abas     | Abas     | Abas     | Abas     |          |          |  |  |           |           |           |           |           |           |  |  |
|           |           |           |           |           |           |  |  |              |              |              |              |              |              |  |  |                       |                       |                       |                       |                       |                       |  |  |       |       |       |       |       |       |      |      |          |          |          |          |          |          |  |  |           |           |           |           |           |           |  |  |
|           |           |           |           |           |           |  |  |              |              |              |              |              |              |  |  |                       |                       |                       |                       |                       |                       |  |  |       |       |       |       |       |       |      |      |          |          |          |          |          |          |  |  |           |           |           |           |           |           |  |  |
| Klejtios  | Klejtios  | Klejtios  | Klejtios  | Klejtios  | Klejtios  |  |  | Hypermnestra | Hypermnestra | Hypermnestra | Hypermnestra | Hypermnestra | Hypermnestra |  |  | Ojkles                | Ojkles                | Ojkles                | Ojkles                | Ojkles                | Ojkles                |  |  | Idmon | Idmon | Idmon | Idmon | Idmon | Idmon |      |      | Kojranes | Kojranes | Kojranes | Kojranes | Kojranes | Kojranes |  |  | Lyzimache | Lyzimache | Lyzimache | Lyzimache | Lyzimache | Lyzimache |  |  |
| Klejtios  | Klejtios  | Klejtios  | Klejtios  | Klejtios  | Klejtios  |  |  | Hypermnestra | Hypermnestra | Hypermnestra | Hypermnestra | Hypermnestra | Hypermnestra |  |  | Ojkles                | Ojkles                | Ojkles                | Ojkles                | Ojkles                | Ojkles                |  |  | Idmon | Idmon | Idmon | Idmon | Idmon | Idmon |      |      | Kojranes | Kojranes | Kojranes | Kojranes | Kojranes | Kojranes |  |  | Lyzimache | Lyzimache | Lyzimache | Lyzimache | Lyzimache | Lyzimache |  |  |
|           |           |           |           |           |           |  |  |              |              |              |              |              |              |  |  |                       |                       |                       |                       |                       |                       |  |  |       |       |       |       |       |       |      |      |          |          |          |          |          |          |  |  |           |           |           |           |           |           |  |  |
|           |           |           |           |           |           |  |  |              |              |              |              |              |              |  |  |                       |                       |                       |                       |                       |                       |  |  |       |       |       |       |       |       |      |      |          |          |          |          |          |          |  |  |           |           |           |           |           |           |  |  |
| Ifianejra | Ifianejra | Ifianejra | Ifianejra | Ifianejra | Ifianejra |  |  | Polyboja     | Polyboja     | Polyboja     | Polyboja     | Polyboja     | Polyboja     |  |  | Amfiaraos             | Amfiaraos             | Amfiaraos             | Amfiaraos             | Amfiaraos             | Amfiaraos             |  |  |       |       |       |       |       |       |      |      |          |          |          |          |          |          |  |  |           |           |           |           |           |           |  |  |